# Campos de pruebas del Pacífico
Los Campos de pruebas del Pacífico (Pacific Proving Grounds) fue el nombre dado por el gobierno de los Estados Unidos a una serie de sitios en las Islas Marshall y algunos otros sitios en el Océano Pacífico en los que se realizaron pruebas nucleares entre 1946 y 1962. El 30 de junio de 1946, Estados Unidos probó un arma nuclear (llamada Able) en el atolón Bikini. Esto fue seguido por Baker el 24 de julio de 1946.
El 18 de julio de 1947, Estados Unidos firmó un acuerdo con las Naciones Unidas para gobernar las islas de Micronesia como Territorio en Fideicomiso de las Islas del Pacífico, un territorio estratégico de fideicomiso. Este es el único fideicomiso otorgado por las Naciones Unidas. El Territorio en Fideicomiso comprendía unas 2.000 islas repartidas en 7.800.000 km² (3.000.000 millas cuadradas) del Océano Pacífico Norte. Cinco días después, la Comisión de Energía Atómica de los Estados Unidos estableció los Campos de pruebas del Pacífico.
Los Estados Unidos realizaron 105 ensayos nucleares atmosféricos y subacuáticos —es decir, no subterráneos— en el Pacífico, muchos de los cuales fueron de muy alto rendimiento. Mientras que las pruebas de las Islas Marshall constituyeron el 14% de todas las pruebas de los Estados Unidos, fueron casi el 80% del rendimiento total de las detonadas por los Estados Unidos, con un rendimiento total estimado de alrededor de 210 megatones, siendo el mayor de ellos el disparo de 15 Mt Castle Bravo de 1954, que propagó una considerable lluvia radiactiva nuclear en muchas de las islas, incluidas varias que estaban habitadas, y algunas que no habían sido evacuadas.
Muchas de las islas que formaban parte de los Campos de pruebas del Pacífico siguen contaminadas por la lluvia radiactiva, y muchos de los que vivían en las islas en el momento de las pruebas han sufrido un aumento en la incidencia de diversos problemas de salud. A través de la Ley de Compensación por Exposición a la Radiación de 1990, al menos $759 millones han sido pagados a los habitantes de las Islas Marshall como compensación por su exposición a las pruebas nucleares de los Estados Unidos. Tras el accidente de la operación Castle, los Estados Unidos pagaron 15,3 millones de dólares a Japón.
Los científicos han calculado que los residentes de las Islas Marshall durante su vida serán diagnosticados con un 1,6% adicional —con un rango de incertidumbre del 90% de 0,4% a 3,4%— de cánceres atribuibles a la exposición a la radiación relacionada con la lluvia radiactiva. Los cánceres son la consecuencia de la exposición a la radiación ionizante de la lluvia radiactiva de las pruebas de armas depositada durante el período de prueba (1948-1958) y de las fuentes radiactivas residuales durante los 12 años siguientes (1959-1970).

## Territorio estratégico en fideicomiso
El 18 de julio de 1947, Estados Unidos convenció a las Naciones Unidas de que designara a las islas de Micronesia como Territorio Estratégico en Fideicomiso. Esta fue la única confianza otorgada por la ONU. La directiva establecía que Estados Unidos debía «promover el progreso económico y la autosuficiencia de los habitantes, y con este fin.... proteger a los habitantes contra la pérdida de sus tierras y recursos...».
La Armada de los Estados Unidos controló el Fideicomiso desde un cuartel general en Guam hasta 1951, cuando el Departamento del Interior de los Estados Unidos asumió el control, administrando el territorio desde una base en Saipán.
A pesar de la promesa de «proteger a los habitantes», desde julio de 1946 hasta julio de 1947, los residentes del atolón Bikini que habían sido reubicados en el atolón Rongerik se morían de hambre por falta de comida. Un equipo de investigadores estadounidenses concluyó a finales de 1947 que los isleños debían ser trasladados inmediatamente. La prensa de todo el mundo criticó duramente a la Marina por ignorar al pueblo. Harold L. Ickes, un columnista sindicado, escribió: «Los nativos se están muriendo de hambre de verdad y literalmente». Los isleños fueron trasladados más tarde a la isla de Kili, que no está rodeada por un arrecife. La isla no apoya el estilo de vida tradicional de los habitantes.

#### Exposición a la radiación en los habitantes
Debido a la gran cantidad de pruebas atmosféricas, y especialmente el accidente de operación Castle de 1954, muchas de las islas que formaban parte del Pacific Proving Grounds siguen contaminadas por lluvia radiactiva. Muchos de los habitantes de la isla en el momento de la prueba sufrieron un aumento en la incidencia de varios tipos de cáncer y defectos congénitos.
Los científicos calcularon en 2010 que durante la vida de los miembros de la población de las Islas Marshall, potencialmente expuestos a la radiación ionizante de la lluvia radiactiva de prueba de armas depositada durante el período de prueba (1948-1958) y de las fuentes radiactivas residuales durante los 12 años siguientes (1959-1970), tal vez el 1,6% —con un rango de incertidumbre del 90%, entre el 0,4% y el 3,4%— de todos los cánceres podría atribuirse a exposiciones a la radiación relacionada con la lluvia radiactiva. Por subpoblación, la proporción proyectada de cánceres atribuibles a la radiación de la lluvia radiactiva de todas las pruebas nucleares realizadas en las Islas Marshall es del 55% —con un rango de incertidumbre del 28% al 69%— entre 82 personas expuesto en 1954 en el Atolón de Rongelap y Atolón de Ailinginae], 10% (2.4% a 22%) para 157 personas expuestas en el Atolón Utirik, y 2.2% (0.5% a 4.8%) y 0.8% (0.2% a 1.8%), respectivamente, para las poblaciones mucho más grandes expuestas en las localidades de latitud media incluyendo Kwajalein y en las localidades del sur incluyendo Majuro.

### Compensación
Desde 1956, Estados Unidos ha pagado al menos $759 millones a los isleños de Marshall como compensación por su exposición a los ensayos nucleares de Estados Unidos. Después del accidente de la operación Castle el 1 de marzo de 1954, los Estados Unidos pagaron $15.3 millones a Japón.
En junio de 1983, Estados Unidos y los isleños de Marshall firmaron el Tratado de Libre Asociación, que dio independencia a las Islas Marshall. El Pacto entró en vigor en 1986 y posteriormente fue modificado por el Pacto Enmendado que entró en vigor en 2004. También estableció el Tribunal de Reclamaciones Nucleares, al que se le asignó la tarea de adjudicar la indemnización a las víctimas y a sus familias afectadas por el programa de las pruebas nucleares. El artículo 177 del pacto preveía la reparación de los daños a los isleños de Bikini y otros atolones del norte. Incluía 150 millones de dólares que debían pagarse en un período de 15 años que finalizaba en 2001. Durante ese tiempo, se hicieron pagos de un promedio de $18 millones por año a los pueblos de Bikini, Enewetak, Rongelap y Utirik para monitoreo médico y radiológico, y en respuesta a reclamaciones. Los pagos comenzaron en 1987 con $2.4 millones pagados anualmente a toda la población de Bikini, mientras que los $2.6 millones restantes son pagados al Fondo de Fideicomiso de Reclamos de Bikini. Se pretende que este fideicomiso exista a perpetuidad y que proporcione a los isleños un pago anual del 5% del fideicomiso.
Los Estados Unidos también aprobaron la Ley de indemnización por exposición a las radiaciones en 1990 para permitir a las personas presentar reclamaciones de indemnización en relación con las pruebas, así como en relación con los empleados en instalaciones de armas nucleares.
El 5 de marzo de 2001, el Tribunal de Reclamaciones Nucleares falló en contra de los Estados Unidos por los daños causados a las islas y a su población. El Tribunal de Reclamaciones Nucleares otorgó a los isleños un total de 563.315.500 dólares después de deducir las indemnizaciones anteriores. Sin embargo, el Congreso de los Estados Unidos no ha podido financiar el acuerdo. El único recurso es que la gente de Bikini pida al Congreso de los Estados Unidos que financie el pago y cumpla con este fallo del tribunal. La Corte Suprema de los Estados Unidos rechazó la apelación de los isleños a la decisión de la Corte de Apelaciones de los Estados Unidos que se negó a obligar al gobierno a financiar su reclamación. A partir de 2012, los fideicomisos restantes del acuerdo produjeron entre $6 y $8 millones anuales en ingresos por inversiones, y los fideicomisos pagaron alrededor de $15,000 por familia cada año en beneficios.

## Cronología de las pruebas

### Operación Crossroads (1946)

El arma «Baker» de la Operación Crossroads en 1946 fue una prueba bajo el agua.

El primer uso de Pacific Proving Grounds fue durante la Operación Crossroads, la primera prueba nuclear realizada después de los Bombardeos atómicos de Hiroshima y Nagasaki. Dos bombas de fisión, ambas con un rendimiento de 21 kilotones, fueron probadas en el atolón Bikini. «Able» fue detonado a una altitud de 520 pies (158 m) el 1 de julio de 1946, y «Baker» fue detonado a una profundidad de 90 pies (27 m) bajo el agua el 25 de julio. Ambas pruebas utilizaron una flotilla de buques obsoletos de la Segunda Guerra Mundial con la intención de conocer los efectos de las armas atómicas en las flotas navales. El disparo del «Baker» creó una gran nube de condensación y esparció mucha más agua radiactiva en los barcos de lo que se esperaba; muchos de los barcos supervivientes se volvieron demasiado «calientes» para ser utilizados o descontaminados y finalmente tuvieron que ser hundidos.

### Operación Sandstone (1948)
Tres armas nucleares fueron detonadas en el atolón de Enewetak como parte de la Operación Sandstone en 1948.

### Operación Greenhouse (1951)
Cuatro armas fueron detonadas en el atolón de Enewetak como parte de la Operación Greenhouse en 1951. Dos fueron de particular interés: el «Objeto» de efecto invernadero fue el primer uso de un «arma de fisión intensificada», y el «George» fue un experimento termonuclear  diseñado para probar la factibilidad del Proceso Teller-Ulam para la posibilidad de desarrollar bombas de hidrógeno .

### Operación Ivy (1952)

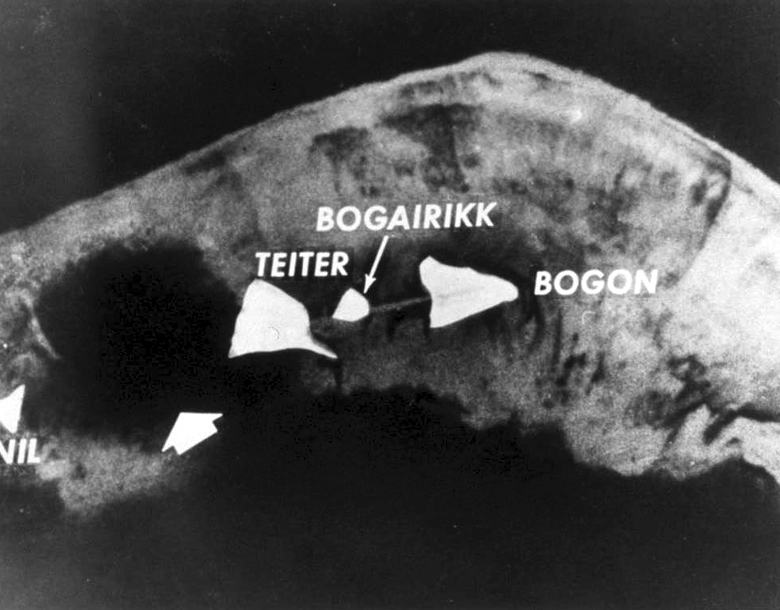
Después del disparo de Ivy Mike, únicamente quedó un gran cráter, a la izquierda, de la isla de Elugelab.

Dos armas fueron detonadas en el atolón de Enewetak como parte de la Operación Ivy en 1952. Una de ellas, Ivy King, fue la bomba de fisión más grande jamás detonada, con un rendimiento de 500 kilotones, y la otra, Ivy Mike, fue el primer dispositivo bomba de hidrógeno —que era demasiado grande para ser un arma real—, con un rendimiento de 10,4 Mt.

### Operación Castle (1954)

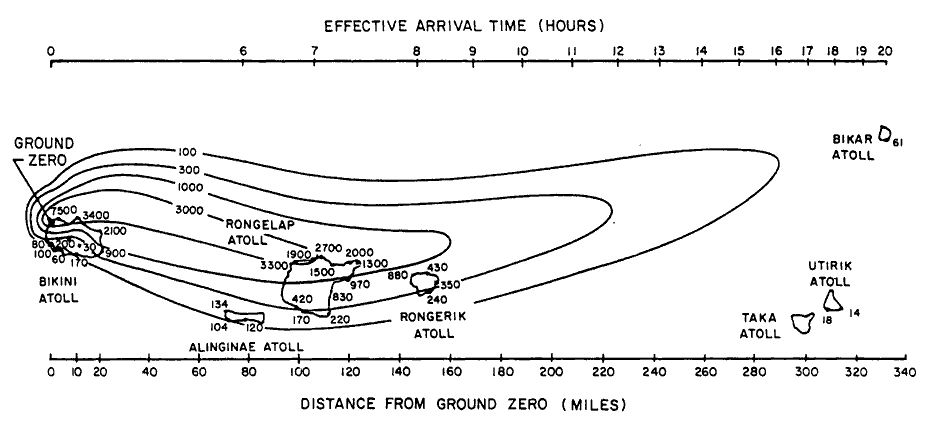
La Operación Castle de 1954 extendió la lluvia radiactiva a través de las Islas Marshall, partes de las cuales todavía estaban habitadas.

Se realizaron seis pruebas nucleares muy grandes en el atolón Bikini y en el atolón Enewetak como parte de la Operación Castle en 1954. Lo más notable fue 
en la operación Castle es que fue la primera bomba de hidrógeno desplegable (combustible seco) desarrollada por los Estados Unidos. Su rerendimiento, de 15 Mt, fue el doble de poderoso de lo que se predijo, y fue el arma más grande detonada por los Estados Unidos. Se extendió la lluvia nuclear en una amplia área, incluyendo el atolón de Enewetak, el atolón de Rongerik, el atolón de Ailinginae y el atolón de Rongelap.  La Marina de los Estados Unidos evacuó a los isleños en los siguientes días, pero muchos de los nativos expuestos sufrieron cáncer y una alta incidencia de defectos de nacimiento en los años posteriores al evento. Los pescadores a bordo del barco pesquero japonés, el Daigo Fukuryū Maru, también fueron expuestos y un hombre murió poco después por complicaciones de la enfermedad del síndrome de irradiación aguda, lo que resultó en una considerable controversia internacional.

### Operación Redwing (1956)
Diecisiete armas nucleares fueron detonadas en los atolones Bikini y Enewetak como parte de la Operación Redwing en 1956. Muchas de ellas fueron diseñadas para demostrar la viabilidad de numerosos diseños de armas termonucleares, con rendimientos que oscilan entre 2 y 5 Mt.

### Operación Hardtack I (1958)
Treinta y cinco armas fueron detonadas entre el atolón Bikini, el atolón Enewetak y la isla Johnston como parte de la Operación Hardtack I en 1958.

### Operación Dominic (1962)
Treinta y seis armas fueron detonadas en el Océano Pacífico en las cercanías de la Isla de Kiritimati y el atolón Johnston como parte de la Operación Dominic I. Aunque estas pruebas no se realizaron en las Islas Marshall, se consideran oficialmente parte de los Campos de Prueba del Pacífico. [13] La parte de la serie de pruebas de Dominic que fueron explosiones nucleares a gran altitud se conoció como Operación Pecera, aunque no todas tuvieron éxito —una detonó en la plataforma de lanzamiento y dio lugar a una contaminación sustancial de plutonio—. [14] Dos de las pruebas fueron de sistemas de armas operacionales: el ASROC el cohete antisubmarino y el  Polaris SLBM —la última prueba, Frigate Bird, fue la única prueba operativa de misiles balísticos lanzados desde un submarino con una ojiva en vivo jamás realizada por los Estados Unidos—.

## Tratado de prohibición parcial de ensayos nucleares
La firma del Tratado de prohibición parcial de ensayos nucleares en 1963 prohibió las armas nucleares atmosféricas y submarinas, por lo que no se llevaron a cabo más pruebas en los Estados Unidos. En los Campos de Prueba del Pacífico, con casi diez en el emplazamiento de pruebas de Nevada hasta el final de las pruebas en 1992.

## Nombres geográficos
Los Atolones Bikini y Enewetak son cada uno un conjunto de islas. Con el tiempo se han asignado varios nombres a las islas, y la confusión sobre los nombres —y sus transliteraciones alternas— ha sido fuente de mucha confusión, y además, con el tiempo las islas aparecen, desaparecen, se separan y se unen, y son excavadas por las bombas. Aquí están las islas listadas en el sentido de las agujas del reloj, empezando por el lado izquierdo de la entrada principal de la laguna en cada atolón. Los nombres incluyen los nombres oficiales de la Isla Marshall, los nombres militares estadounidenses usados después de la ocupación durante el período de pruebas atómicas, y los nombres japoneses usados mientras ocupaban las islas durante la Segunda Guerra Mundial, además de nombres extraídos de otras fuentes.
| El nombre de las Islas Marshall | Nombre militar de Estados Unidos | Nombre japonés | Otros                  |
| ------------------------------- | -------------------------------- | -------------- | ---------------------- |
|                                 |                                  |                | Aerokoj                |
| Aerokojlol                      | Peter                            | Airukiraru     | Aerokoj                |
| Bikdrin                         | Roger                            | Bigiren        |                        |
| Lele                            | Sugar                            | Reere          |                        |
| Enemen                          | Tare                             | Eniman         |                        |
| Enidrik                         | Uncle                            | Enirik         |                        |
| Lukoj                           | Victor                           | Rukoji         |                        |
| Jelete                          | William                          | Chieerete      |                        |
| Adrikan                         | Yoke                             | Arrikan        |                        |
| Oroken                          | Zebra                            | Ourukaen       |                        |
| Bokaetoktok                     | Alpha                            | Bokoaetokutoka |                        |
| Bokdrlul                        | Bravo                            | Bokororyuru    | Bokdrolul              |
|                                 |                                  |                | Bokbata                |
|                                 |                                  |                | Bokonejein             |
| Nam                             | Charlie                          | Namu           |                        |
| Iroij                           | Dog                              | Yurochi        |                        |
| Odrik                           | Easy                             | Yorikku        |                        |
| Lomilik                         | Fox                              | Romurikku      |                        |
| Aomen                           | George                           | Aomeon         | Aomoen                 |
| Bikini                          | How                              | Bikini         |                        |
| Bakantauk                       | Item                             | Bokonfaaku     | Bokonfuaaku, Bokantuak |
| Lomelen                         | Jig                              | Yomyaran       | Iomeman                |
| Enealo                          | King                             | Eniairo        |                        |
| Rojkere                         | Love                             | Rochikarai     | Rokere                 |
| Eonjebi                         | Mike                             | Ionchebi       |                        |
| Eneu                            | Nan                              | Enyu           |                        |

| Nombre de las Islas Marshall | Nombre militar de los Estados Unidos | Nombre japonés | Otros                       |
| ---------------------------- | ------------------------------------ | -------------- | --------------------------- |
| Ikuren                       | Glenn                                | Igurin         |                             |
| Mutt                         | Henry                                |                | Mui, Buganegan              |
| Boken                        | Irwin                                | Pokon          | Bogan                       |
| Ribewon                      | James                                | Ribaion        | Libiron                     |
| Kidrenin                     | Keith                                | Giriinien      | Girinian, Kiorenen, Grinem  |
| Biken                        | Leroy                                | Rigli          | Rigili                      |
| Unibor                       | Mack                                 |                |                             |
| Drekatimon                   | Oscar                                |                |                             |
|                              | Noah                                 |                |                             |
| Bokoluo                      | Alice                                |                | Bogallua                    |
| Bokombako                    | Belle                                |                | Bogumbogo                   |
| Kirunu                       | Clara                                | Ruchi          | Kiruna                      |
| Louj                         | Daisy                                | Cochiti        |                             |
| Bocinwotme                   | Edna                                 |                | Bokinwotme, San Idelfonso   |
| Elugelab                     | Flora                                |                | Eluklab, Eybbivae           |
| Dridrilbwij                  | Gene                                 | Teiteiripucci  | Teiteir, Lidilbut           |
| Bokaidrikdrik                | Helen                                |                | Bogairikk, Bogeirik         |
| Boken                        | Irene                                |                | Bokon, Bogon                |
| Enjebi                       | Janet                                |                | Engebi                      |
| Mijikadrek                   | Kate                                 | Mujinikaroku   | MuzinBaarappu, Mujinkarikku |
| Kidrinen                     | Lucy                                 | Kirinian       |                             |
| Taiwel                       | Percy                                |                | Billee                      |
| Bokenelab                    | Mary                                 | Bokonaarappu   | Bokenelan                   |
| Elle                         | Nancy                                | Yeiri          |                             |
| Aej                          | Olive                                | Aitsu          |                             |
| Lujor                        | Pearl                                | Rujoru         | Rujiyoru                    |
| Eleleron                     | Ruby                                 | Ebeiru         | Eberiru                     |
| Aomen                        | Sally                                |                | Aomon                       |
| Bijire                       | Tilda                                | Biljiri        |                             |
| Lojwa                        | Ursula                               | Rojga          | Rojoa                       |
| Alembel                      | Vera                                 | Aaraanbiru     | Arambiru                    |
| Billae                       | Wilma                                | Piiraar        | Piirai                      |
| Runit                        | Yvonne                               |                |                             |
| Runit Southern               | Zona                                 |                |                             |
| Boko                         | Sam                                  |                |                             |
| Munjor                       | Tom                                  |                |                             |
| Inedral                      | Uriah                                |                |                             |
|                              | Van                                  |                |                             |
| Jinedrol                     | Alvin                                | Chinieero      | Jinedrol                    |
| Ananij                       | Bruce                                | Aniyaanii      |                             |
| Jinimi                       | Clyde                                | Chinimi        |                             |
| Japtan                       | David                                | Anarij         |                             |
| Jedrol                       | Rex                                  | Jieroru        | Jeroru, Muti                |
| Medren                       | Elmer                                |                | Parry                       |
| Bokandretok                  | Walt                                 |                |                             |
| Eniwetok                     | Fred                                 |                | Enewetak                    |